# Manga Shakespeare
A Manga Shakespeare a SelfMadeHero nevű, klasszikus irodalmi műveket adaptáló, brit kiadó népszerű sorozatainak egyike. A sorozatot 2007 márciusában indították a Hamlet, illetve a Rómeó és Júlia manga-adaptációjával. A sorozat számos híres Shakespeare-drámával bővült, többek között a Lear király, A velencei kalmár, Julius Caesar, Othello stb. adaptációival, így a sorozat már 14 műre bővült 2009 szeptemberére. Az adaptációk társszerzemények, amelyekben a drámák tartalmát Richard Appignanesi igazítja az új műfajhoz, míg a grafikát, művenként más és más művész végzi (Hamletet Emma Vieceli, Othellot Ryuta Osada, Rómeó és Júliát Sonia Leong rajzolta).

## Miből született a Manga Shakespeare?

### A klasszikusok képregény-adaptációjának hagyománya
Az irodalmi klasszikusok adaptációja 1941-ben veszi kezdetét, amikor Albert Lewis Cantner a Classic Comics amerikai sorozatot, amelyben főként 19. századi regények képregényes adaptációját publikálja főként oktató célzattal pl. Monte Cristo grófja, Ivanhoe, A három testőr képregény-változatát. 1948-tól címet váltott a sorozat és a Classics Illustrated néven futott be sikeres pályát a 60-as évek elejéig, amikor népszerűsége hirtelen lecsökkent, majd a vállalkozásnak vége szakadt. Ezek főként az eredetik illusztrált egyszerűsítő kiadásainak tekinthetők, de a sorozat végén már akadtak olyan adaptációk, amelyek forrásokként használták az eredetit, és a cselekmény vagy a narrációs technika megváltoztatásával önálló/egyedi művet hoztak létre, pl. Marco Polo kalandjai vagy Buffalo Bill. A Classics Illustrated megszűnése után, a Pendulum Press másolta le az ötletet, és 1973-ban kiadta az Illustrated Classics sorozatot, amely viszont nem aratott nagy sikert, és csupán 14 számot ért meg. Viszont ezek, és a már meglévő (ki nem adott) prototípusok alapján, amelyeket a Pendulumtól megvásárolt, a 70-es évek második felében a Marvel képregény-kiadó megjelentette a Marvel Classics Comics sorozatot. Ez a sorozat már a klasszikus művek cselekményét és szereplőit, az addigra jól kiforrt marvel szuperhős-történetek receptje szerint adaptálta pl. Az utolsó mohikán-t vagy a Robinson Crusoe-t. Ezt még tovább vitte 1990-ben a First Comics, újabb művek, modernebb adaptálásával, bár nem érte el a Marvel sikerét. Így létrejött a klasszikusok képregényesítése, amely már nem csupán illusztrációs egyszerűsített kiadás volt, és nem is oktatási segédanyag vagy ismertetése az eredetinek, hanem önálló élvezeti cikk.

### Két hagyomány határán: kettős adaptáció?
Az amerikai adaptáció-hagyománnyal párhuzamosan és közel egyidőben egy másik, a manga adaptációjának folyamata játszódott le a világ másik felén. Japánban a Tezuka Osamu által modernizált, egyre népszerűbb műfajt adaptálták a televízió médiumára és létrehozták Tezuka mangája, The mighty atom (1852-68), alapján az első japán animációt 1963-ban, amely fergeteges sikert aratott, e világszinten elsőként elterjedt anime pedig angolul Astroboy néven lett ismert. Az animeken keresztül a 90-es évekre a nyugati képregényírás egyre jobban megismerkedett a tőle függetlenül létrejött, műfajilag jóval érettebb, technikailag pontosabban kódolt japán képregénnyel, a mangával.
A mangák másként vonják be az olvasót és funkciójukat tekintve jóval nagyobb és változatosabb közönség igényeit szolgálják, így tematikailag bizonyos csoportokra tagolódtak, ami a megjelenítési technikában, végül pedig a műfajiságban erős konvenciókat eredményezett, azaz, tisztán elhatárolt alműfajokat. E tény és az egyébként is egzotikus ábrázolás-technika annyira megragadta a nyugati képregény alkotókat, hogy a mangabeli ábrázolási sajátosságokat kezdték alkalmazni saját alkotásaikban, természetesen a tematikai és mély-szerkezeti megkötések nélkül. Így mondhatni létrejött a manga stílusban alkotott képregény, amelyet world manga-nak is neveznek, mert látszatra közel, tartalmilag nagyon távol esik a japánban művelt műfajoktól. A Manga Shakespeare is world manga ebben az értelemben. Ugyanakkor nemcsak egy önálló képregény manga-szerű megjelenítése, hanem egy Shakespeare-dráma adaptációjának manga-szerű realizációja.

### Manga Shakespeare: hagyomány vagy újítás?
A kérdés jogos, mivel gyakorlatilag két hagyomány (a klasszikusok képregény-adaptációja, valamint a képregény mangásodása) metszéspontján helyezkedik el a jelenség. Továbbá, egy régivágású képregény-adaptációval találjuk magunkat szemben, amely igyekszik megőrizni az eredetinek fontos elemeit, pl. a Shakespeare-i nyelvezetet („Lenni vagy nem lenni?”-Hamlet, „Ilyen vad öröm, vad véget ér”-Rómeó és Júlia) jórészt átviszi az aktuális nyelv szlenges közegébe, a cselekmény összes mozzanatát megtartja, az összes szereplőt megőrzi, stb. A manga műfaji jegyeiből, leginkább a Sódzsu/Shojo (lányoknak szóló szerelmi történetek) felszínes jegyeit (lásd: McCloud, 2005) alkalmazza, főként a két leghíresebb prototípusban: Rómeó és Júlia, illetve Hamlet adaptációiban (ezekről bővebben lásd a Shakespearemanga: Rómeó a rockstar).
Tehát a két folyamattal gyakorlatilag teljesen körül tudjuk határolni a sorozatot, önmagában ez a tény alapvetően hagyományosnak minősítené. Viszont a két hagyomány kombinálása olyan sajátos feszültséget eredményez az eredeti (16. századi angol drámák) és az adaptáció (21. századi japán stílusú képregény) között, amely elemi újítóerővel bír, és amelyet csakis egy adaptálásra tervezett emblematikus műcsoport viselhet el. Tartalmilag a Shakespeare-adaptáció, formailag a képregény mangásodása érvényesül, így e rendkívül merész kísérleti jelenséget mangaptációnak tekinthetjük.

## A Manga Shakespeare: egyedi adaptáció vagy sajátos innováció?

### A dráma, mint adaptációra tervezett (irodalmi) műfaj
A dráma, mint irodalmi szöveg eredendően azért jön létre, hogy színpadi előadás legyen belőle. Népszerű és produktív nézet az előadást adaptációnak tekinteni, elvégre médiumváltás történik, miközben a tartalomátvitelre törekszik a rendező, aki viszont szükségszerűen értelmezi a dráma szövegét. Mivel ez egy előre eltervezett adaptáció, a drámaíró (hagyományosan) úgy szerkesztette szövegeit, hogy audiovizuális médiumban könnyen realizálódhassanak, pl. színpadi utasításokkal vannak ellátva, a dialógusra és a monológra támaszkodnak a cselekménybonyolításban, kevésbé a narrációra, amelyhez használatkor mindig valami személyt társít a drámaíró(nincs objektív, mindent-tudó narrátor), és vizuálisan jól megjeleníthető eseményeket tartalmaznak. Továbbá a műfaj rengeteg deiktikus (rámutató) elemmel dolgozik mind nyelven belül pl. mutató- és személyes névmások („ez”, „az”, „én”, „te”), mind nyelven kívül (gesztusok, díszlet, jelmez). E tulajdonságok nagyon megkönnyítik a vizuális műfajra való konvertálását a szövegnek, így a képregény-adaptációt is, sőt a dráma szinte követeli saját vizuális adaptációját, ellentétben például a regénnyel, vagy még inkább a lírai műfajokkal.

### A mangaptáció és a rendezés
Az említett elgondolástól, már csak egy lépés Bayer Antal gondolata, hogy a képregényadaptáció a (színházi) rendezéssel rokon, abban a tekintetben, hogy mindkettőnek fő feladata a szöveg hiányait vizuális elemekkel feltölteni saját eszköztárukból, így hasonló adaptációs nehézségekkel néznek szembe. Mivel a dráma törekszik elősegíteni ezt a feltöltést, szükségszerűen a korabeli színházhoz és ízléshez igazodik, amint ez színház-szemiotikai tanulmányokból kiderül, vagyis realista vizuális látványra törekedve időben és térben lehorgonyozott alkotássá válik. A dráma szövege, a jobb vizuális megvalósíthatóság érdekében nagymértékben tartalmazza korának külső jegyeit, szokásait, tipikus helyzeteit, szófordulatait stb. Mivel a drámaszöveg térben és időben lehorgonyozott, ezért könnyen elavul, így a rendezőnek rendszerint két választása van: vagy megváltoztatja, aktualizálja, adaptálja a közönséghez a drámai cselekmény kontextusát (a szereplők státuszát pl. pohárnokból tisztviselő, a helyszínt pl. királyi udvarból parlament, díszletet pl. nyoszolyából kanapé, nyelvezetet stb.), vagy lemond a dráma rendezéséről és aktuálisabb darabokra koncentrál. Az aktualizáló rendezés mindig nagy feszültséget kelt tartalom és forma között.
Glynne Wickham ezt a lehorgonyozottságból következő elavultságot a színházi konvenciók realista-fotografikus jellegéből eredezteti, abból az elgondolásból, hogy a daraboknak valószerűnek és látványosnak kell mutatkozniuk a néző számára. A jó darabok tartalma, üzenete időtálló, felszíni rétegei viszont nem lehetnek azok. Ezért van az, hogy Shakespeare drámáit mind a mai napig megrendezik, és a rendezések szükségszerűen korszerűsítőek, így bemutatáskor valósággal sokkolnak belső feszültségük által, például, abban a rendezésben, amelyben Othelló nőként jelenik meg egy patriarchális társadalomban, amin aligha tesz túl Romeo rockstar mangaptációja. A Manga Shakespeare darabjainak ugyanilyen belső konfliktusokkal küszködve kell megalkotniuk saját koherenciájukat.

## A mangaptáció műfajközisége és funkciói

### A manga és a képregény: hasonlóságok és eltérések
Bevett gyakorlata egyes teoretikusoknak a mangát, a képregény egy sajátos fajtájának tekinteni (lásd: Bayer, 2013) vagy japán képregénynek (lásd: Schmidt, Delpierre, 2005), bár többen is, legpontosabban Scott McCloud (lásd: McCloud, 2006), rámutatnak a nyilvánvaló különbségekre a két műfaj, a két világ között. Én a szembetűnőbb hasonlóságokkal kezdeném, hogy kimutassam, miért keverik vagy rokonítják e két fogalmat.
Mindkettő a képkockák és a szövegbuborékok (illetve egyéb hangutánzószavak, feliratok) összjátékából, egymásra hatásából nyeri a jelentést, vagyis mindkettő azonos médiumot használ. A másik hasonlóság, hogy mindkettő egy nagy közönséget igyekszik megragadni, így szükségszerűen változatos tematikájú. Továbbá, mindkettő erőteljesen közönség-, olvasó-orientált műfaj, ugyanis konvencióik a közönség (nem az írók) igényei szerint jöttek létre, ezért egyiket sem hajlandó a professzionális irodalomkritika a magas/elit irodalom műfajai közé sorolni.
Az eltérések terén fontos megvizsgálnunk a külalakot, a tartalmat és a grafikus megjelenítési technikákat. A külalak szintjén elsősorban terjedelmi eltérés van, az amerikai képregény rendszerint 30-40 oldalas, a francia/belga 60, az olasz 90-100, míg egy manga standard terjedelme 200 oldal. A képregények illusztrációi lehetnek fekete-fehérek vagy színesek (anyagi meggondolás függvényében) a mangákéi ellenben rendszerint fekete-fehérek (konvenciók függvényében), viszont, ha színesek, például a Shojok esetében, színviláguk rikítóbb, gazdagabb, mint a képregényeké. A mangát a nyugati könyvolvasási móddal ellentétesen, hátulról előre kell olvasni, továbbá az egyes szövegbuborékokban a japán írásjegyek fentről-le olvasandók, így a szövegbuborékok elrendezése is más lesz, mint a képregényben, ahol a konvenció a kockák és buborékok olvasására a balról jobbra, majd sor végén, egy képsorral lentebb, ismét a balról jobbra irány, akárcsak a prózai sorok olvasásánál.
A tartalom szintjén a legfőbb eltérés a műfaji fejlettség, a képregény számos témát feldolgoz, de ezeket íratlan konvenciók, bevett gyakorlatok szabályozzák, pontosabban irányítják, így rendszerint bevett irodalmi terminusokkal jelöljük ezeket a tematikus csoportokat, a leghíresebbek: hőstörténet, krimi, thriller stb. Ezzel szemben a japán manga (szó szerinti jelentése: mókás képek) gyűjtőfogalom, melyen belül számos rögzült, kodifikált, önálló névvel rendelkező műfaj található, pl. Shonen, Sódzsu/Shojo stb., amelyeknek sajátos műfaji jegyei vannak, köztük tartalmi megszorításokkal. Ilyen megszorítások, konvenciók a Shojo esetében a szerelmi történet, leányálmok, varázslat, érzelmek stb., vagy a Shonenben az akció, kaland, erőszak/harc által kiváltott érzelmi feszültség, gyakran erotikus jelenetek stb. szükségszerű beépítése a cselekménybe.
Az általános illusztrációs különbségek terén Scott McCloud hét alapvető manga sajátosságot nevez meg, ami hiányzik a képregényből: ikonszerű figurák, a helyszín hatásos érzékeltetése, néma kockák-nézőpontváltás (a narrációban), szubjektív mozgás (az olvasó perspektívája is mozgásban van, nem statikus), változatos karakter-tervezés (a különböző szereplők külleme nagyon eltérhet egy művön belül is), apró hétköznapi részletek ábrázolása (a cselekmény számára irreleváns módon) és az érzelmi kifejező elemek erős használata (arc, szemek, háttér stb.).
Összegezve, ha a képregényt médiumnak tekintjük (, mint kép-szöveg összjátékát), úgy a manga tényleg a képregény japán realizációja, viszont, ha a képregény alatt az Európában és az Egyesült Államokban ismert műfajt értjük, akkor a manga csupán távoli rokon, olyannyira, hogy a feldolgozott irodalomban semmi nyomát nem találtam annak, hogy a két műfaj az 1980-as évek előtt bármilyen közvetlen kölcsönhatásban lett volna.

### A Manga Shakespeare még egyszer: merre billen a mérleg?
Azt egyértelműen állíthatjuk, hogy a tanulmányozott jelenség nem tisztán manga, hanem hibrid. Tartalmilag könnyű nyugat-európai képregénynek ítélni, hiszen, egyrészt klasszikus nyugat-európai darabok tartalmát dolgozzák fel, lényeges változtatás nélkül, amely tartalmak általánosak, de mégis egy európai (Shakespeare) szemszögéből vannak megvilágítva, távol a japán mangák világnézetétől, másrészt az adaptációban a Shakespeare Manga is az amerikai Classics Illustrated hagyományát követi, annyi különbséggel, hogy a szokástól eltérően nem regényt, hanem drámát adaptálnak (egyébként előttük több dráma képregény-adaptáció is napvilágot látott).
Formailag, ezek a művek inkább a manga felé közelítenek: 200 oldalas, fekete-fehér művekről beszélünk, amelyekben, bár a globális olvasási irány és a képkockák olvasásának iránya is a képregényével azonos, a helyszínek, hátterek erőteljesek, hatásosak és térben nincsenek jól kivehetően rögzítve, a szereplők ikonikusak és egymáshoz képest csekély változatosságot mutatnak (hajviselet, ruházat, korra utaló jegyek). A cselekmény számára irreleváns hétköznapi részletek is szerepelnek, sőt a jelenségeket nem egy globális nézőpontból látjuk (mint a képregényben), hanem apró részletekben, külön kockákon, amelyeket nekünk kell összeraknunk, vagyis erőteljesebb a töredezettség, mint a képregényben. Az érzelmek (arcok, szemek) ábrázolása pedig, főként a close-up nézőpontból, igencsak túlsúlyban van a nyugati gyakorlathoz képest. Tehát, ha a Manga Shakespeare-t egyszerűen és világosan akarnánk meghatározni (a túláltalánosítás veszélyével), akkor egy hibrid műfajnak nevezhetnénk, amely tartalmát nyugatról, formáját keletről kölcsönözte, a keveredés alapja pedig a mediális közelség: vizuális adaptációi vizuális adaptációra tervezett szövegeknek.

### A mangaptációk értékelése: kereskedelmi fogás, művészeti alkotás vagy oktatási segédanyag?
A Manga Shakespeare viszonylag új jelenség, de már van róla értékelés a szakirodalomban, és e téren a magyar vonatkozásokat szeretném áttekinteni. Bayer Antal Az adaptáció kísértése című munkájában utánzatoknak, önállótlan alkotásoknak minősítette a sorozatot. Érvei közt szerepel elsősorban, hogy a cselekményt mot-a-mot átültették egy idegen környezetbe, amely egy olyan feszültséghez vezetett, hogy „kiverte a biztosítékot”, másodsorban pedig, hogy a Shakespeare-i nyelvezetet szintén nagymértékben átemelték a mangába.
A másik nézet például Nádasdy Ádámé, aki fordítója a magyar sorozat két megjelent darabjának (Romeo és Júlia, Hamlet), amelyek az Agave Könyvek kiadásában jelentek meg és Nédasdy, a sorozat szerkesztőjeként, az említett mangákat a hátoldalon ajánlással is ellátta. Szerinte, ezeket örök-érvényű művek, amelyeket már döntően valamilyen adaptált (filmes, megzenésített, eljátszott) formában ismer a kortárs világ. A mangaptációt is e folyamat keretében látja, amelynek származékait mégis „a Hamlet” és „a Rómeó és Júlia” (kiemelések tőlem), vagyis az eredetik szolgálatába állítja. Nézete szerint „Tragédiák” „manga formában”. Ezt vallják magukénak a magyar verzió kiadói is, mikor a borítók hátára(mind Hamlet, mind Rómeó és Júlia esetében) a The List kritikájának fordítását kölcsönzik (az eredetiken nincs rajta): „Talán ez a legjobb mód, hogy újraélesszük Shakespeare műveit egy új generáció számára.”
Bayer a betöltendő funkció szerint több kategóriába sorolta a képregény-adaptációkat: ismeretterjesztő (az eredeti mű elolvasására ösztönöz), oktatási segédanyag (a klasszikusok érthetőbb élvezhetőbb tálalása az iskolásoknak, olvasásra ösztönző), önálló mű, eltulajdonítás, értelmezés, átértelmezés, tiszteletadás és egyéb (ő ide sorolja a kereskedelmi célzatú adaptációkat, a Manga Shakespeare-t is). A Nádasdy-féle leírás szerint, Bayer osztályozását felhasználva, leginkább az oktatási segédanyag kategóriába sorolnám a Manga Shakespeare-t, mert egyrészt közoktatásban kötelező klasszikusokat dolgoz fel a sorozat, másrészt nem az a cél, hogy minduntalan az eredetire vonja fel a figyelmünket, bár a rá való utalás megvan( így semmiképp sem eltulajdonítás), harmadrészt igyekszik az eredetik cselekményét és nyelvezetét olyan mértékben átvinni, hogy szinte pótolhatja az eredeti felszínes elolvasását, legalábbis jobban, mint egy tartalom.
Bayer üzleti célzatúnak tekinti, a Manga Shakespeare-t, mivel a bevett klasszikusok adaptálása, elmélete szerint, a kiadók számára valamilyen garanciát jelent a képregény-kiadás kockázatos vállalkozásában, így, ebben a gondolatmenetben, az átvitt nyelvezet is csupán a brand szerepét tölti be, vagyis Shakespeare emblémája. Véleményem szerint, a kereskedelmi célzatnak éppen az mond ellent, hogy számos klasszikus adaptációja, még konzervatívabb formában is bukott vállalkozásnak bizonyult korábban (pl. a Pendulum Press által kiadott Illustrated Classics sorozat), a mangaptáció pedig (abból, amit eddig megállapítottunk kiderülhet, hogy) önmagában is egy rizikós, újszerű kísérlet.

### Manga Shakespeare: önálló művek sorozata
A magam részéről, önálló alkotásoknak tartom a mangaptációkat, mert az eredeti ismerete nélkül is olvashatóak, sőt élvezhetőek, ugyanakkor Shakespeare művei annyira elterjedtek minden médiumban, hogy aligha szorulnak a mangára ismertetésért, hogy a másik irányra is utaljak. Továbbá e színdarabok emblematikusak és eleve előadásra, adaptációra voltak szánva, absztrakt, örökérvényű tartalmuk és a drámai felépítés megengedi és szükségszerűvé teszi a kortól, médiumtól függő átültetést, aktualizálást. A sok aktuális megrendezésüket mégsem tekintenénk utánzatnak, sem ismeretterjesztőnek, legfeljebb sikertelen alkotásnak. A rendezés és a képregény-adaptáció hasonlóságát még Bayer is elismeri a Manga Shakespeare-rel kapcsolatban.
E analógiához még hozzátenném, hogy a képregényben, akárcsak az előadás esetében, több ember együttműködéséből születik egy komplex jelenség, egy vizuális médiumon belül, ahol egyesek a szövegen kívüli, mások a verbális elemekért felelősek. A mangák esetében egész csapat dolgozik már magán az illusztráción is. A Manga Shakespeare sorozatot, egyrészt Richard Appignanesi adaptálta abból, amit Shakespeare írt, másrészt számtalan grafikus illusztrálta (minden darabot más), harmadrészt a kiadó munkáját végző személy, és még ki tudja hány ember dolgozott rajta, míg létrejött a komplex jelenség, amit kezemben tartok, mikor e sorokat írom, nem is beszélve Nádasdyról és a magyar kiadókról. Egy csapat áll a végtermék háta mögött, akárcsak a színházi előadás esetében, így nem lehet egyetlen tag önálló munkájának alárendelni az eredményt, és a csapatnak csupán egyik tagja a drámaíró, akkor is, ha maga William Shakespeare, az örökkévaló társszerző.

## Magyarul
- Hamlet; ill. Emma Vieceli, ford. Nádasdy Ádám; Agave Könyvek, Bp., 2010 (Manga Shakespeare)
- Rómeó és Júlia; ill. Sonia Leong, ford. Nádasdy Ádám; Agave Könyvek, Bp., 2010 (Manga Shakespeare)